# ビビってんのか?
「ビビってんのか?」は、INUMO KUWANEEYOの楽曲。3作目のデジタル配信限定シングルとしてThe Social Creators Label Beより2021年4月18日に各音楽配信サービスにてリリースされた。

## 概要
- 前作『あの子の特別になりていよ』以来約4ヶ月ぶりの配信リリースとなる。
- このシングルのリリースと同時にバンドは、犬も食わねぇよ。からINUMO KUWANEEYOに改名した[4]。
- 今作は、ソニー・ミュージックエンタテインメント内のレーベル『Be』からのリリースとなり、配信サービスは、前作まで使用されていたTuneCoreではなくThe Orchardが用いられている。

## 収録内容
| #         | タイトル            | 作詞・作曲                      | 編曲        | 時間 |
| --------- | ------------------- | ------------------------------- | ----------- | ---- |
| 1.        | 「ビビってんのか?」 | 完全制覇サスケ & マンモーニ拓磨 | Tetsu Araki | 3:12 |
| 合計時間: | 合計時間:           | 合計時間:                       | 合計時間:   | 3:12 |